# Dryopteris camusiae
Dryopteris camusiae är en träjonväxtart som beskrevs av Christopher Roy Fraser-Jenkins.
Dryopteris camusiae ingår i släktet Dryopteris och familjen Dryopteridaceae. Inga underarter finns listade i Catalogue of Life.